# 林炳贤
林炳贤（1901年—1986年），男，生于香港，籍贯广东博罗，建筑师，英国皇家建筑师学会高级会员，中国近代建筑教育先驱，交通大学唐山工学院建筑系创始人之一。

## 生平
林炳贤1901年出生于香港，籍贯广东惠州博罗，小学和中学就读于香港圣保罗书院，后赴美国俄亥俄大学，获建筑工程学位。留学归国后，林炳贤在天津开设建筑师事务所。因建筑师同业及广东同乡之故，林炳贤与梁思成，刘福泰熟识。
1929年，林炳贤进入交通大学唐山工学院土木系工作，历任副教授、教授。抗日战争期间，林炳贤随校南迁，辗转多地。抗战胜利后，林炳贤随校于1946年回到唐山。1946年10月，学校成立建筑系，林炳贤任系主任。1948年暑假后开学不久，唐山局势紧张，国民政府决定决定把学校南迁，林炳贤辞职返回香港。林炳贤返回香港初期曾短暂与学生佘畯南合作办事务所，后佘畯南1951年返回广州，师生两人结束合作。
林炳贤晚年曾想回内地工作，但因自身疾病困扰和需要招股病中的妻子未能成愿。1982年，林炳贤妻子鲍蕙仙逝世。1986年，林炳贤逝于香港。

## 家庭
林炳贤家境优渥，父亲是外交人员，解放前曾任职于南非中国领事馆。林炳贤在家中排行第三；长兄是医生，定居英国伦敦；四弟林炳良居住在香港，是律师；五弟是飞行员，1940年代病逝；六弟曾住在上海，解放后失去联系。林炳贤的妻子鲍蕙仙，籍贯广东中山，出身日本华侨家庭，能说流利日语，毕业于天津中西女子中学。林炳贤与妻子育有一子一女，长女林美博，次子林美存。

## 成就
林炳贤就职交通大学唐山工学院近二十载，是交大唐院建筑系（1952年并入天津大学）首任系主任，培养出以佘畯南为代表的大批优秀学生，是中国近代建筑教育先驱。